# Pogórze Weinviertel
Pogórze Weinviertel (511.*; niem. Weinviertler Hügelland) – makroregion fizycznogeograficzny w Dolnej Austrii i na południowych Morawach. Skrajna południowo-zachodnia część Podkarpacia Zachodniego. 
Na zachodzie Pogórze Weinviertel sięga pasma wzgórz Manhartsberg, należącego do Masywu Czeskiego. Na wschodzie jego granicą jest dolina Morawy, za którą leżą Małe Karpaty. Na południu granicę Pogórza wyznacza sięgająca 30 m wysokości krawędź Wagram, która wyraźnie dzieli je od Kotliny Tullneńskiej, a bardziej na wschód Pogórze opada w Kotlinę Wiedeńską (Morawskie Pole). Na północy, już na terenie Moraw, Pogórze przechodzi w Obniżenie Dyjsko-Swrateckie i Obniżenie Górnomorawskie. Oprócz tego w obrębie Pogórza Weinviertel leżą izolowane pasma niskich Dolnoaustriackich Gór Wyspowych – Falkensteiner Berge, Staatzer Klippe, Leiser Berge i Waschberg. 
Pogórze Weinviertel leży na wysokości 200–400 m n.p.m. Jego falista powierzchnia została ukształtowana przez akumulację morską, jeziorną i rzeczną. Pogórze składa się z utworów osadowych, wśród których najwięcej jest trzeciorzędowych glin, żwirów i piasków. W zagłębieniach podłoża występują również lessy, sięgające 30 m miąższości. 
Pierwotną formacją roślinną Pogórza Weinviertel był step, na co miał wpływ sięgający tu klimat panoński. Obecnie, ze względu na dobre gleby, Pogórze jest niemal w całości (80% powierzchni) zajęte pod wysokowydajne, wielkotowarowe rolnictwo, łącznie z uprawą winorośli (12–16% powierzchni użytków rolnych). Na pogórzu występują niewielkie złoża gazu ziemnego i ropy naftowej. 
Obszar Pogórza Weinviertel w przybliżeniu pokrywa się z obszarem tradycyjnej krainy Weinviertel w Dolnej Austrii. 